# Duguetia sessilis
Duguetia sessilis este o specie de plante angiosperme din genul Duguetia, familia Annonaceae. A fost descrisă pentru prima dată de Vell., și a primit numele actual de la Paulus Johannes Maria Maas. Conform Catalogue of Life specia Duguetia sessilis nu are subspecii cunoscute.